# Château de Buffavent (Haute-Savoie)
Pour les articles homonymes, voir Château de Buffavent.
Le château de Buffavent ou Buffavens est une ancienne maison forte du XVe siècle qui se dresse sur la commune de Lully, dans le département de la Haute-Savoie, en région Auvergne-Rhône-Alpes.
Le château fait l’objet d’une inscription au titre des monuments historiques depuis 1944.

## Nom
Le nom du château de Buffavent, écrit également sous la forme Buffavens, semble dériver Bouffâ, qui signifie « souffler », et désignant ainsi un lieu où le vent souffle très fort,.

## Situation
Le maison forte de Buffavent se dresse à 800 m au nord-ouest du bourg de Lully. Il se trouve à la limite du bois séparant le hameau de Lully du coteau de Chavanex. Il se situe sur la partie droite de la voie ferrée qui va de Bons-en-Chablais à Thonon.

## Historique

### Possession des Langin
La maison forte est une ancienne résidence de chasse édifiée par les seigneurs de Langin,,, vers le XVe siècle.
Le seigneur Louis de Langin fait le partage de ses biens entre ses douze enfants. Etienne et Guigues sont les héritiers du château et du domaine. Philibert de Langin, fils de Guigues, est le dernier héritier mâle du château et de la moitié de la châtellenie. En effet, son oncle, Etienne, n'a pas de descendance. Il est seigneur de Langin et de Buffavent, ainsi que coseigneur de Brens, de Mieussy et d'autres terres dans la région. Ses deux sœurs, Antoinette et Louise, lui succèdent à la tête de la seigneurie,. La première a épousé Aymon/Aimon de Bellegarde et la seconde Jean de Cervens,.

### Possession des Gerbais de Sonnaz
Le 16 mai 1650, la dernière héritière, Jeanne de Bellegarde, laisse son château et la seigneurie à son second mari, Louis de Seyssel,. Philippine-Françoise de Seyssel, fille de Louis, l'hérite de son frère en 1729. Il passe, avec son mariage avec Claude-Charles Gerbais de Sonnaz,. Ce dernier en hérite et le lègue à son neveu Janus. 
L'ancienne demeure de chasse est aménagée au cours du XVIIIe siècle par Janus, puis Joseph de Gerbais de Sonnaz.
Joséphine de Sonnaz, baronne de Livet, cède son manoir à ses cousins, le comte de Gerbais de Sonnaz d'Habères, général de division et le comte Charles-Albert Gerbais de Sonnaz. Il reste en possession des Gerbais de Sonnaz jusqu'en 1922.

### Période contemporaine
Le château devient la propriété de Philibert Vuargnoz qui l'achète en 1923. Philibert (né le 22 mars 1891 à Brenthonne et mort le 30 juin 1981 à Saint-Cergues), fils de Césarine Degenève et François Vuargnoz, est seigneur de Langin et de Buffavent et coseigneur de Brens et Mieussy. Il a deux sœurs, Jeanne, épouse de noble Georges d'Antioche, et Antoinette, femme d'Aymon d'Entremont de Bellegarde. Elles séjournent au château. Il le revend en 1944.[réf. nécessaire]
Le château fait l'objet d’une inscription au titre des monuments historiques depuis le 24 janvier 1944.
Un chirurgien, le Dr Jean-Luc de Moerloose, le rénova vers la fin du XXe siècle jusqu'en 2012. 

## Description
Dans sa monographie communale, l'Abbé Trosset décrit ainsi l'édifice « La position du château, son architecture, le domaine qu'il commandait, son voisinage, tout dit que, dans le principe, Buffavent fut un rendez-vous de chasse construit à la lisière des bois. ».
Il s'agit d'un bâtiment quadrangulaire, typique de la région, accosté aux angles de quatre tours rondes, à poivrières.
La porte d'entrée possède le blason sculpté de la famille de Langin, « D'azur à la tour d'or avec un pan de mur de même senestre ».